# Mechatronika

Mechatronika

A mechatronika a gépészet, az elektronika, elektrotechnika és a számítógépes irányítás egymás hatását erősítő (szinergikus) integrációja. A mechatronika szó eredetileg a japán Yaskawa Electric Cooperation (株式会社安川電機 Kabushiki-gaisha Yasukawa Denki) cég 1969-ben bejelentett és 1971-ben jóváhagyott védjegye, amely kizárólagos tulajdonlásáról a cég 1982-ben lemondott, és így ettől kezdve vált a mechatronika szó közkinccsé. A szó eredetileg magasan automatizált elektromechanikus gyártógépekre vonatkozott. A szóalkotás annak ellenére követi a japán képírás összetett szavainak képzési szabályait, hogy az idegen szavakat a japán nyelvben nem képírással jegyzik le. A legtöbb japán szó két képkarakterből (kanjiból) áll, és a két szó összetételénél az egyik szó első, a másik szó második képkarakterét teszik össze az új összetett szóban, hogy az is csak két képkarakterből álljon. Bár a Mechatronika szó egyértelműen japán alkotás, mégis az angol elnevezésből, a mechanika és elektronika fogalmakból ered: Mechanics, illetve Electronics rész-szavaiból származik a "Mechatronics" szó. A mechatronika egyik legfontosabb első alkalmazási területe az automatizált elektromechanikus gyártógépekből kifejlődő robotika. Napjainkban a robotika is folyamatosan fejlődik és nem veszítette el a fontosságát, de megjelent a mechatronikának egy újnak tekinthető területe és ez autonóm jármű. A mechatronika japán megközelítése inkább a villamosmérnöki és informatikai alapokra épül és ez egészül ki a mechanikával. 
A mechatronika szó önálló életre kelt és az eredeti japán jelentésén messze túlmutató értelmet kapott és összeforrott az európai (leginkább német) gyökerekkel rendelkező finommechanikai és optikai hagyományokkal. Ahogy a finommechanikai és optikai eszközök egyre jobban kiegészültek szenzorokkal és elektronikával, úgy egyre jobban rájuk húzható a mechatronika definíció. Gondoljunk egy optikát mozgató fókuszmotorral rendelkező tükörreflexes fényképezőgépre, amelyet mindenképp mechatronikai eszköznek kell tekinteni. A mechatronika európai ága alapvetően a gépészetből fejlődött ki és az elektronika itt jelzőként, mint egy új tulajdonság jelenik meg.  Ezt fejezi ki mechatronikának a három körből álló szokásos ábrája, ahol a mechanika az alap és erre épül a másik két kör. Ennek az ábrának az első verziója német irodalmakban jelent meg először, még akkor, amikor senki sem beszélt mechatronikáról, mára ez vált a mechatronika szimbólumává. A hazai felsőoktatásban mechatronika európai, és ezért gépészeti megközelítése honosodott meg. 

## Fogalma
A mechatronika az intelligens gépek tudománya, amely a gépészet, az elektronika és az intelligens számítógépes irányítás egymás hatását erősítő (szinergikus) integrációja a gyártmányok és folyamatok tervezésében és létrehozásában.
A mechatronika tudományos alapja a Hamilton Elv, amely a klasszikus mechanikától az elektrodinamikán át egészen a kvantumelméletig alkalmas vegyes rendszerek egyenleteinek egységes felírására az Euler-Lagrange egyenlet kiterjesztésével.  

## Jellemzői
- A mechatronikai legfontosabb jellemzője a különböző részterületek (gépész, villamos és informatika) között létrejövő szinergia
- A szinergia az extenzív és intenzív fizikai mennyiséggel leírt vektor-mezők analógiájában jelenik meg. Ezért nagyon fontos az, hogy az elosztott paraméterű vektor-mezőről hogyan tudunk egységes szemlélettel áttérni a koncentrált paraméterű két- és négypólusokra, majd az így kialakított vegyes hálózatot hogyan tudjuk egységes szemlélettel számítani.
- A koncentrált paraméterű, két- és négypólusokból álló vegyes (mechanikai, villamos, mágneses, hőtani, áramlástani, energetikai stb) hálózatok egységes kezelésére  (számítására) legelterjedtebb eszköz a Bond Gráf.
- A Bond Gráf egy olyan formális ábrázolási eszköz a mechatronikában, amely összetett (mechanikai, villamos, mágneses, hőtani, áramlástani, energetikai stb. komponenseket is tartalmazó) mechatronikai rendszerek egységes leírására ad lehetőséget. Az elkészített modellek uniformizáltan kezelik a különböző fizikai területeket, melyekből a dinamikát meghatározó differenciálegyenletek egyszerűen felírhatóak, illetve segítségünkre lehetnek a rendszer analízise, tesztelése és algoritmusok kidolgozása során.
- A Bond Gráf alternatívája a Struktúra Gráf, amely az áramkörök Kirchhoff-egyenleteivel analóg hurok és csomóponti egyenletek felírását teszik lehetővé vegyes (mechanikai, villamos, mágneses, hőtani, áramlástani, energetikai stb. komponenseket is tartalmazó) rendszerekben.
- A mechatronikus szakember központi feladata nem speciális részfeladatok megoldása, hanem a tervezés, gyártáselőkészítés, gyártás, üzembehelyezés, üzemeltetés, zavarelhárítás, karbantartás, javítás.
- A mechatronika a részterületeket nem additív módon, hanem egymást kiegészítve, segítve kapcsolja össze. A szakma legismertebb folyóirata, az Oxfordban kiadott „Mechatronics” címlapján a következő jelszó olvasható: „Science of intelligent machines”, azaz az intelligens gépek tudománya. Ma már nem kétséges, hogy a jövő az olyan berendezéseké, gépeké, amelyek az automatikus működésük mellett intelligensek, azaz a változó bemenő jelekhez, működési feltételekhez, környezeti változásokhoz rugalmasan alkalmazkodó szabályozással rendelkeznek, adaptívak, „öntanulóak”.

## Képzés
A Mechatronikai mérnöki szak képzését elindító intézmények:
- Budapesti Műszaki és Gazdaságtudományi Egyetem     Gépészmérnöki Kar, Mechatronikai Mérnök Alapszak, Mechatronikai Mérnök MSc
- Debreceni Egyetem Műszaki Kar Mechatronikai Mechatronikai Mérnök Alapszak, Mechatronikai Mérnök MSc (A specializációk az autentikus japán szemléletet tükrözik)
- Edutus Egyetem, Mechatronikai Mérnök Alapszak
- Magyar Agrár- és Élettudományi Egyetem Műszaki és     Informatikai Képzések Központ, Mechatronikai Mérnök Alapszak
- Miskolci Egyetem Gépészmérnöki és Informatikai Kar, Mechatronikai Mérnök Alapszak, Mechatronikai Mérnök MSc
- Óbudai Egyetem Bánki Donát Gépész és     Biztonságtechnikai Mérnöki Kar, Mechatronikai Mérnök Alapszak, Mechatronikai Mérnök MSc
- Pannon Egyetem Mérnöki Kar, Mechatronikai Mérnök Alapszak
- Soproni Egyetem, Simonyi Károly Műszaki, Faanyagtudományi és Művészeti Kar
- Széchenyi István Egyetem Gépészmérnöki, Informatikai     és Villamosmérnöki Kar,  Mechatronikai mérnöki alapszak és Mechatronikai mérnöki mesterszak
- Szegedi Tudományegyetem Mérnöki Kar, Mechatronikai Mérnök Alapszak,

Egyéb kapcsolódó képzések
- Dunaújvárosi Egyetem Műszaki Intézet, Gépészmérnöki képzés keretein belül mechatronika specializáció[3]
- Neumann János Egyetem GAMF Műszaki és Informatikai Kar, Gépészmérnöki és Járműmérnöki képzések keretein belül

Szakközépiskolák:
- TSZC Bánki Donát – Péch Antal Szakgimnáziuma